# Thân vương xứ Piemonte
Thân vương xứ Piemonte (tiếng Ý: Principe di Piemonte, tiếng Anh: Prince of Piedmont), cũng được biết là Thân vương xứ Napoli (tiếng Ý: Principe di Napoli) là một tước hiệu truyền thống được trao xen kẽ cho người thừa kế rõ ràng của Nhà Savoia khi thống trị Vương quốc Sardegna và sau đó là Vương quốc Ý cho đến khi chế độ quân chủ Ý bị bãi bỏ vào năm 1946. Hiện nay, tước hiệu này trên thực tế không còn được chính phủ Cộng hòa Ý công nhận nữa, nhưng vẫn được dùng một cách không chính thức bởi các thành viên kế thừa của Vương tộc Savoia.

## Lịch sử
Tước vị Thân vương xứ Piemonte là tiền thân của tước vị Lãnh chúa của Piemonte được đặt tên theo công quốc Piemonte ban đầu là một phủ của Hạt Savoia. Các lãnh chúa nắm giữ tước hiệu ban đầu là đều là hậu duệ của Hoàng tử Achaea, thuộc Nhà Savoia. Danh hiệu được thừa kế bởi nhánh lớn tuổi của triều đại vào năm 1418, vào khoảng thời gian đó Savoia được nâng lên địa vị công tước và Piemonte được nâng lên địa vị thân vương. Khi Vương tộc Savoia trị vì Vương quốc Sardegna, Nhà Savoia đã sử dụng phong cách Thân vương xứ Piemonte cho trữ quân của họ. Và khi vương tộc này chính thức cai trị Ý, Vua Vittorio Emanuele II đã quyết định thành lập cả hai tước hiệu Thân vương xứ Piemonte và Thân vương xứ Napoli phong cho những hoàng tử khi họ là người kế vị rõ ràng. Từ thời của Umberto I của Ý, những vị vua tương lai của Ý sẽ được phong luân phiên của hai tước vị này. Thân vương xứ Piemonte cũng tương đương với danh hiệu Thân vương xứ Wales của Anh, thường chỉ được ban cho Thái tử với kính xưng Royal Highness.

## Danh sách Lãnh chúa của Piemont
- Thomas I (?–1233), cũng là Bá tước xứ Savoy
- Thomas II (1233–1259), con trai của người tiền nhiệm
- Thomas III (1259–1282), con trai của người tiền nhiệm
- Philip I (1282–1334), con trai của người tiền nhiệm, cũng là Hoàng tử của Achaea (1301–1307)
- James (1334–1367), con trai của người tiền nhiệm, tuyên bố cai trị Achaea
- Philip II (1368–1368), con trai của người tiền nhiệm
- Amadeus (1368–1402), em trai của người tiền nhiệm, tuyên bố cai trị Achaea
- Louis (1402–1418), em trai của tiền nhiệm

## Danh sách Thân vương xứ Piemonte
| Hình ảnh                                         | Tên              | Sinh                                         | Trở thành Thân vương                         | Hết làm Thân vương                                         | Mất                  |
| ------------------------------------------------ | ---------------- | -------------------------------------------- | -------------------------------------------- | ---------------------------------------------------------- | -------------------- |
|                                                  | Philip Emmanuel  | 2 tháng 4 năm 1586                           | 3 tháng 4 năm 1586 (Thân vương xứ Piemonte)  | 9 tháng 2 năm 1605                                         | 9 tháng 2 năm 1605   |
|                                                  | Victor Amadeus   | 8 tháng 5 năm 1587                           | 9 tháng 2 năm 1605 (Thân vương xứ Piemonte)  | 26 tháng 7 năm 1630 (trở thành Công tước Victor Amadeus I) | 7 tháng 10 năm 1637  |
|                                                  | Francis Hyacinth | 14 tháng 9 năm 1632                          | 14 tháng 9 năm 1632 (Thân vương xứ Piemonte) | 7 tháng 10 năm 1637 (trở thành Công tước Francis Hyacinth) | 4 tháng 10 năm 1638  |
|                                                  | Victor Amadeus   | 6 tháng 5 năm 1699                           | 6 tháng 5 năm 1699 (Thân vương xứ Piemonte)  | 22 tháng 3 năm 1715                                        | 22 tháng 3 năm 1715  |
|                                                  | Charles Emmanuel | 27 tháng 4 năm 1701                          | 22 tháng 3 năm 1715 (Thân vương xứ Piemonte) | 3 tháng 9 năm 1730 (trở thành Vua Charles Emmanuel III)    | 20 tháng 2 năm 1773  |
|                                                  | Victor Amadeus   | 26 tháng 6 năm 1726                          | 3 tháng 9 năm 1730 (Thân vương xứ Piemonte)  | 20 tháng 2 năm 1773 (Trở thành Vua Victor Amadeus III)     | 16 tháng 10 năm 1796 |
|                                                  | Charles Emmanuel | 24 tháng 5 năm 1751                          | 20 tháng 2 năm 1773 (Thân vương xứ Piemonte) | 16 tháng 10 năm 1796 (Trở thành Vua Charles Emmanuel IV)   | 6 tháng 10 năm 1819  |
|                                                  | Victor Emmanuel  | 14 tháng 3 năm 1820                          | 27 tháng 4 năm 1831 (Thân vương xứ Piemonte) | 23 tháng 3 năm 1849 (Trở thành Vua Victor Emmanuel II)     | 9 tháng 1 năm 1878   |
|                                                  | Umberto          | 14 tháng 3 năm 1844                          | 23 tháng 3 năm 1849 (Thân vương xứ Piemonte) | 9 tháng 1 năm 1878 (Trở thành Vua Umberto I)               | 29 tháng 7 năm 1900  |
| Tập tin:Victor Emmanuel III of Italy in 1918.jpg | Victor Emmanuel  | 11 tháng 11 năm 1869                         | 9 tháng 1 năm 1878 (Thân vương xứ Napoli)    | 29 tháng 7 năm 1900 (Trở thành Vua Victor Emmanuel III)    | 28 tháng 12 năm 1947 |
|                                                  | Umberto          | 15 tháng 9 năm 1904 (Thân vương xứ Piemonte) | 15 tháng 9 năm 1904 (Thân vương xứ Piemonte) | 9 tháng 5 năm 1946 (Trở thành Vua Umberto II)              | 18 tháng 3 năm 1983  |
|                                                  | Victor Emmanuel  | 12 tháng 2 năm 1937                          | 9 tháng 5 năm 1946 (Thân vương xứ Napoli)    | 12 tháng 6 năm 1946 (Chế độ quân chủ bị bãi bỏ)            |                      |